# 奧特足球會
奧特足球會（挪威語：Odds Ballklubb）是一間位於挪威泰勒马克郡希恩的職業足球會，於1894年3月31日成立，是挪威最古老的足球俱乐部。
奧特是奪得挪威盃冠軍次數最多的球隊，共12次，上一次奪冠在2000年。在多年在較低組別聯賽角逐後，奧特終於在1999年升上挪威足球超級聯賽，而自此之後就一直留在挪超角逐。於1994年至2012年間，球隊曾更名為「奧特格寧蘭」（Odd Grenland）。
奧特足球會的主場館位於斯卡格拉克体育场，有11,767個座位。该球场由原来的奥德体育场重建而成，重建工程从2006年11月开始，2008年4月完工。挪威电力公司斯卡格拉克能源自1995年以来就是奥德足球俱乐部的赞助商，球场也因此获得冠名。

## 榮譽
- 挪威足球超級聯賽:
  - 亞軍(2): 1950-51、1956-57

- 挪威足球甲級聯賽:
  - 冠軍(2): 1998、2008

- 挪威盃:
  - 冠軍(12): 1903、1904、1905、1906、1913、1915、1919、1922、1924、1926、1931、2000
  - 亞軍(9): 1902、1908、1909、1910、1921、1937、1960、2002、2014

## 外部連結
- 官方網站
- 球迷會網站 （页面存档备份，存于）